# USS Antietam (CV-36)

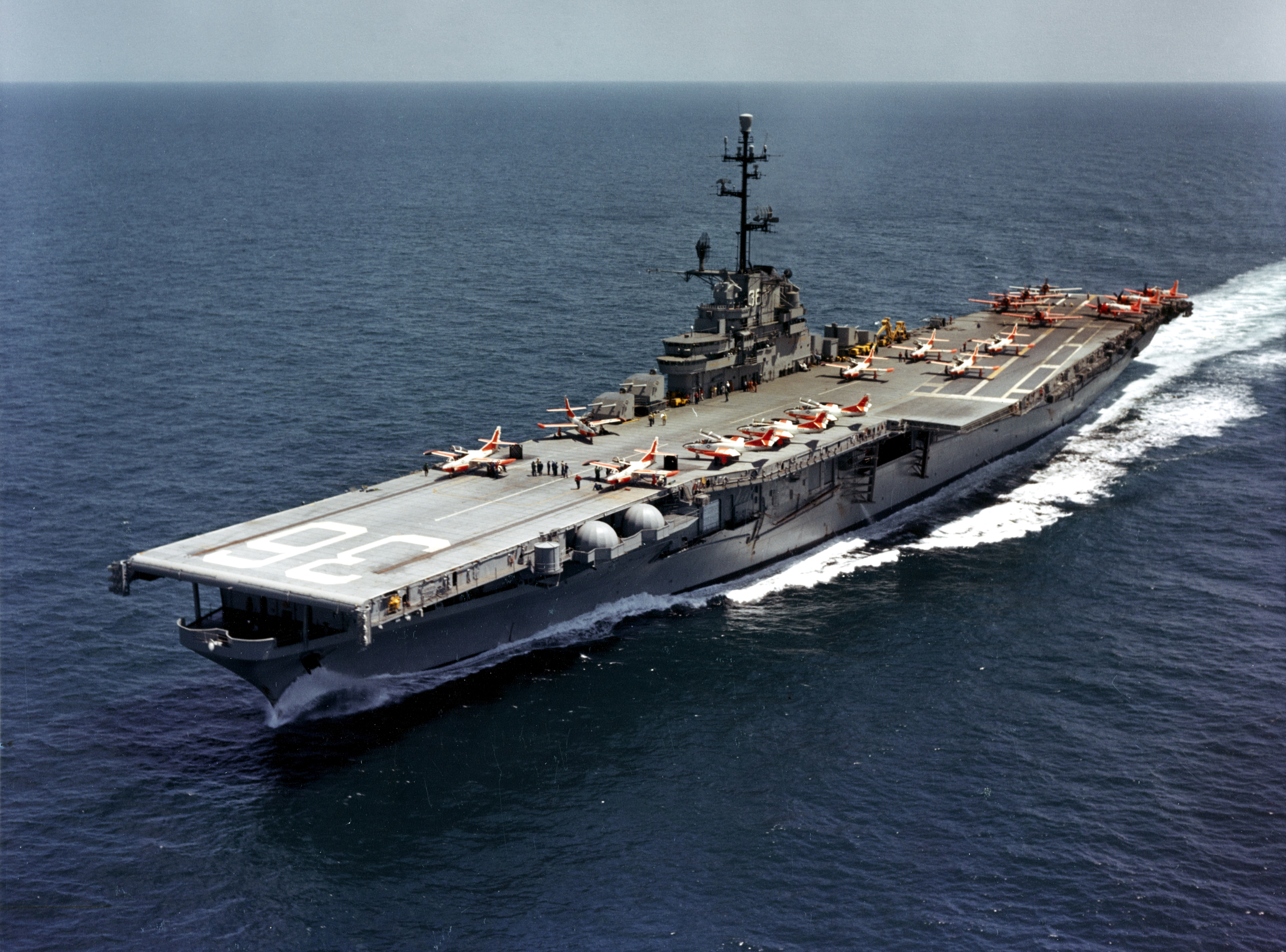
USS Antietam under övning 19 april 1961.

USS Antietam (CV/CVA/CVS-36) var ett av 24 hangarfartyg av Essex-klass som byggdes för amerikanska flottan under och kort efter andra världskriget. Fartyget var det andra i amerikanska flottan med det namnet, döpt efter slaget vid Antietam under amerikanska inbördeskriget. Antietam togs i tjänst i januari 1945, för sent för att aktivt ha deltagit i andra världskriget.
Efter att ha tjänstgjort en kort tid i Fjärran Östern togs hon ur tjänst 1949. Hon togs åter i tjänst för Koreakriget och mottog två battle stars för den tjänstgöringen. I början av 1950-talet ombetecknades hon till ett attackhangarfartyg (CVA) och sen till ett ubåtsjakthangarfartyg (CVS). Efter Koreakriget tillbringade hon resten av sin karriär i Atlanten, Karibien och Medelhavet. Från 1957 tills hon utrangerades fungerade hon som flottans träningshangarfartyg och opererade utifrån Florida.
Antietam utrustades med en babords sponson (utbyggnad) år 1952 vilket gjorde henne till världens första hangarfartyg med vinklat flygdäck. Hon genomgick inga större moderniseringar förutom denna och behöll därmed i stort sett det klassiska utseendet på ett hangarfartyg av Essex-klass under hela sin karriär. Hon utrangerades 1963 och såldes för skrotning 1974.